# Kozhuh Peak
Der Kozhuh Peak (bulgarisch връх Кожух wrach Koschuch) ist ein 1250 m hoher und vereister Berg auf der Westseite der Elgar Uplands auf der Alexander-I.-Insel westlich der Antarktischen Halbinsel. Er ragt 9,26 km nordnordwestlich des Mount Pinafore, 8,92 km nordöstlich der Appalachia-Nunatakker und 19,1 km südöstlich des Shaw-Nunataks auf. Der Delius-Gletscher liegt nördlich und der Bartók-Gletscher südsüdwestlich von ihm.
Britische Wissenschaftler kartierten ihn 1971. Die bulgarische Kommission für Antarktische Geographische Namen benannte ihn 2017 nach dem erloschenen Vulkan Koschuch im Südwesten Bulgariens.